# Aubigny (Deux-Sèvres)
Aubigny é uma comuna francesa na região administrativa da Nova Aquitânia, no departamento de Deux-Sèvres. Estende-se por uma área de 11,98 km². Em 2010 a comuna tinha 167 habitantes (densidade: 13,9 hab./km²).